# クラパニ島
クラパニ島（クロアチア語:Krapanj)はクロアチア・中央ダルマチア地方シベニク＝クニン郡にある島。クラパニ島はアドリア海に浮かぶ、面積は0.36平方キロメートルの小さな島である。人口は2001年現在267人を数え住人のほとんどは海抜1.5メートルの低い場所に住んでおり、クロアチア本土の町ブロダリツァ (Brodarica)から一番近い場所で300メートル沖合いにある。

## 歴史
クラパニ島はシベニクの貴族でシュビッチ族(Šubić)の子孫であるトマ＝ユーリッチ(Toma Jurić)によって形作られた。ユーリッチは1436年にシベニクより、フランシスコ会の教会建築を意図し無人島のクラパニ島を取得した。彼の夢は死後、4人の息子たちによって聖十字教会と修道院がエウゲニウス4世の与えもあり、1523年に完成し実現した。クラパニ島には修道士のみが住んでいた。
クラパニ島は16世紀、ダルマチアのコンベンツァル聖フランシスコ修道会の聖ジェローム教会管区 (en:Franciscan Province of St. Jerome) に入った。オスマン帝国は近隣の土地を激しく侵略していた。フランシスコ会はオスマンからの攻撃を防ぐために、本土近隣に住む人々に修道院の南東側に居住地を作ることを許した。1652年からはフランシスコ会の修道士の仕事は島の住人たちの近くに接するようになった。修道院では、教会の提供や修道士による宗教上や他の援助が始められた。古い教会の壁は残り、回廊のドアの一部分は見ることが出来る。1937年に教会は拡張され、1523年5月15日と奉献日が刻まれている壁の支柱は新しい教会の回廊に組み入れられている。

## 文化・特産
クラパニ島の文化は伝統的なダルマチアの生活が反映されている。勤勉さや美味しい食事と健康的な生活習慣は海沿いの石造りの家や狭い横道に現れている。クラパニでは深海潜水の起源を誇りにし、海に生きる文化の象徴としている。クラパニ島は旅行者用の地図にあまり載っていることはなく、通常とても少数の旅行者がこの小さな島にピークとなる6月から8月にかけて訪れる。島では自動車禁止の方針が貫かれているが、そのことによって、島では古い伝統が保たれ、クラパニ島独特の魅力が付加されている。
特産はワイン(vino)、オリーブ・オイル(maslinovo ulje)、蒸留酒のラキヤ、海綿(spužve)などである。海綿採取と取引には豊かな歴史がある。クラパニ島に海綿の採取と加工方法が伝わったのは300年以上前で、それから長年クラパニの人々の生計を支える主要な手段となり、海綿を扱う一家は"Spužvari" と称されていた。クラパニ一帯の海綿は高品質と美しさから世界中に受け入れられている。近年では化粧品市場で国際的にクラパニ産の海綿の市場が開かれている。伝統的な海綿採取のダイビングは今日ではクラパニからプロのスキューバダイビングやフリーダイビング、スクーバダイビングを増やしている。クラパニ修道院博物館では海綿ダイビングの展示がされている。これら多くの特産品は古くまでさかのぼるものであるが、現代のクラパニにおいても特産品であり続けている。名物となる食べ物は通常海産物で、地元の漁師が獲った物が地元で流通している。
修道院には多数の文化財があり、その中には16世紀のイタリアの芸術家フランチェスコ・ダ・サンタ・クロチェの「最後の晩餐」や、ルネサンスの絵画なども含まれる。
クラパニ島最大のイベントは毎年行われるクラプリアンスカフェスタ(Krapljanska Fešta)で、8月2日に終日催される。美味しい食べ物、美味しいワインによる祝宴は島に数千もの人を集める。

## ギャラリー

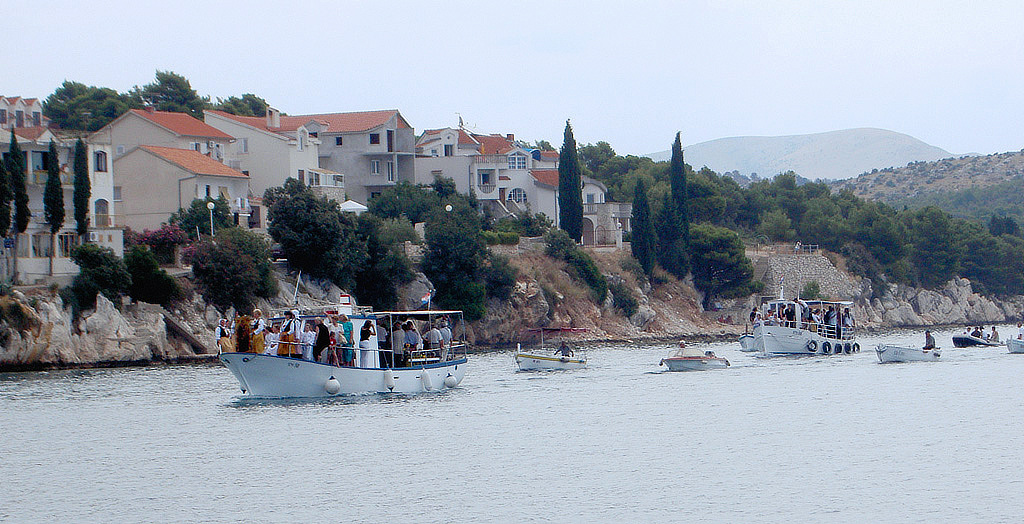
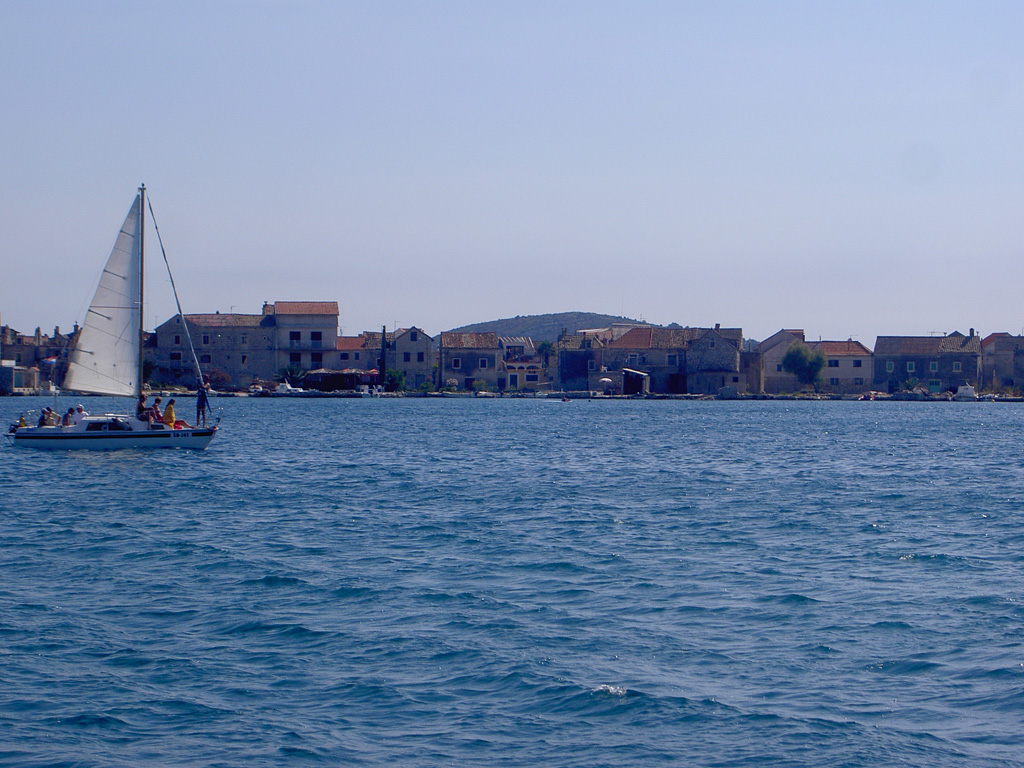
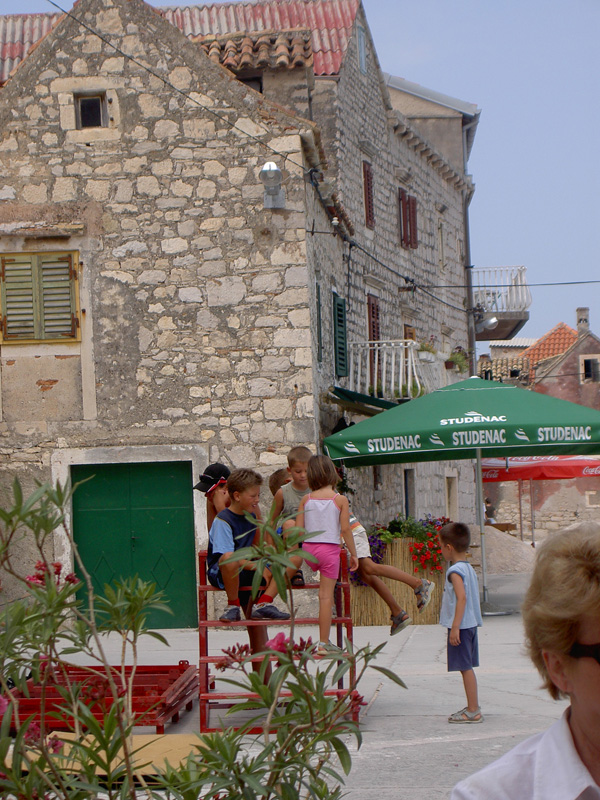
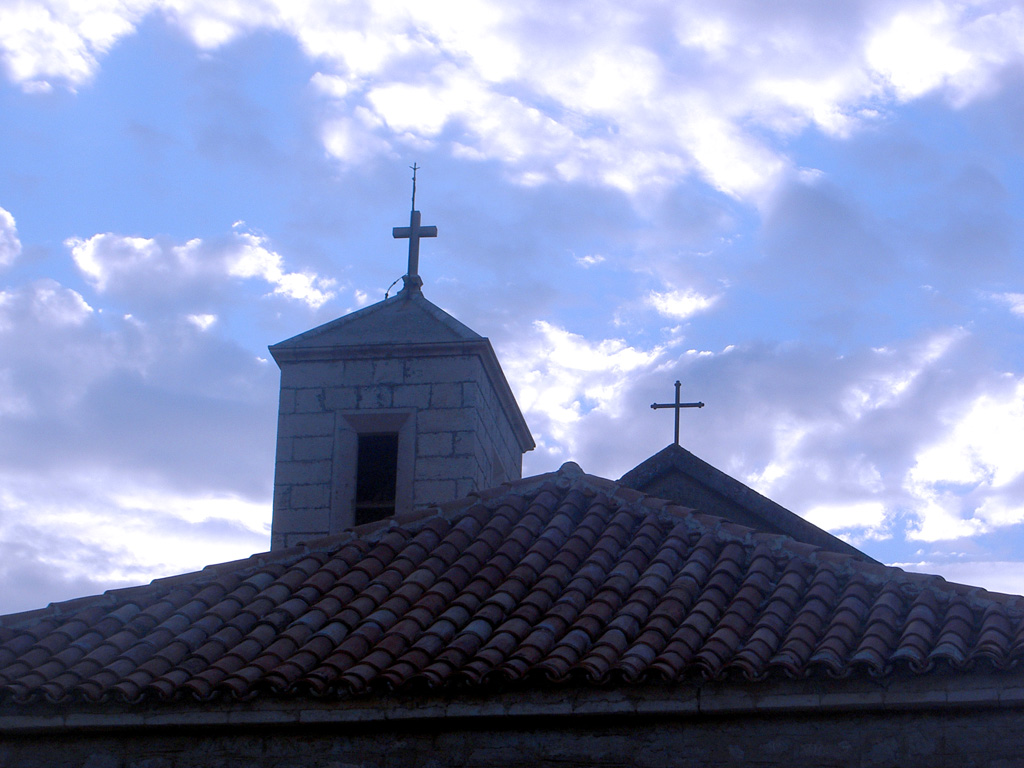
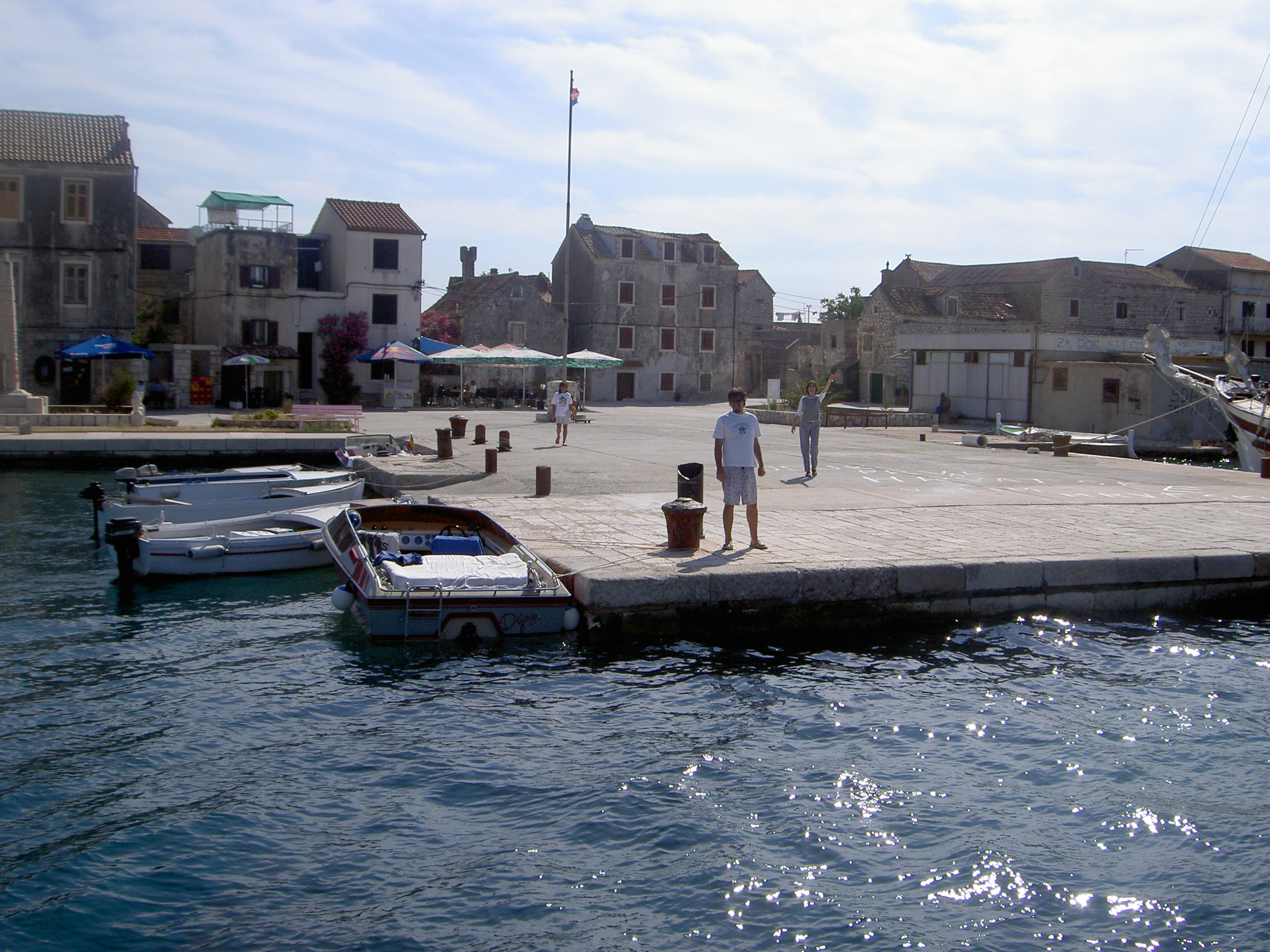
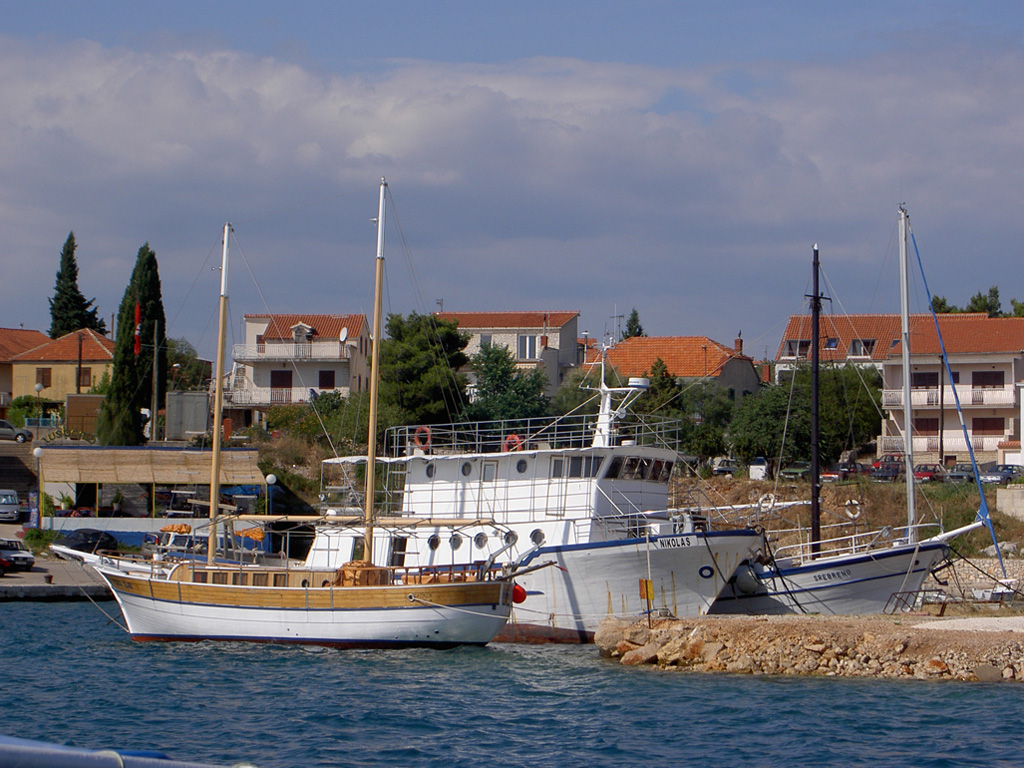
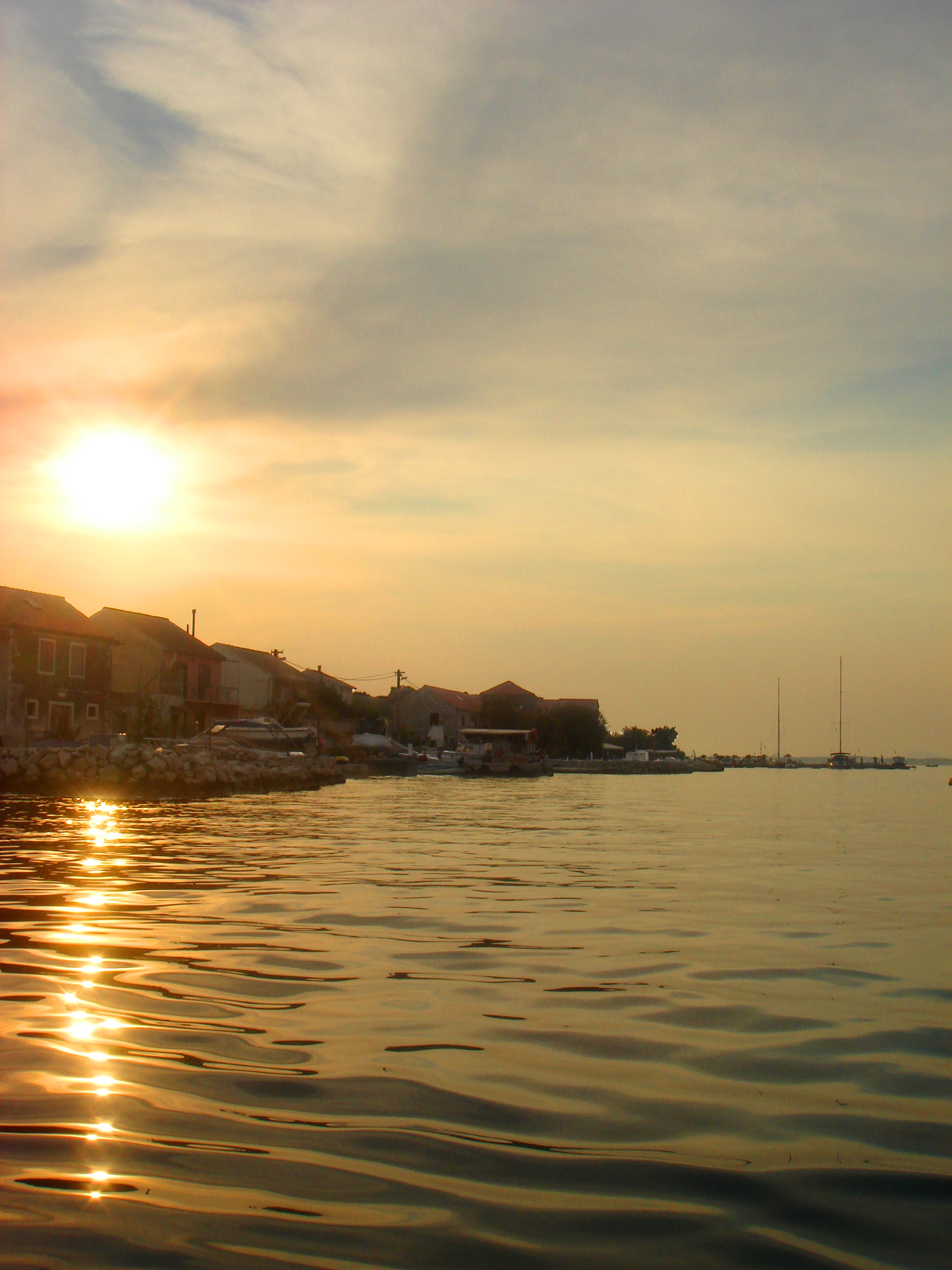
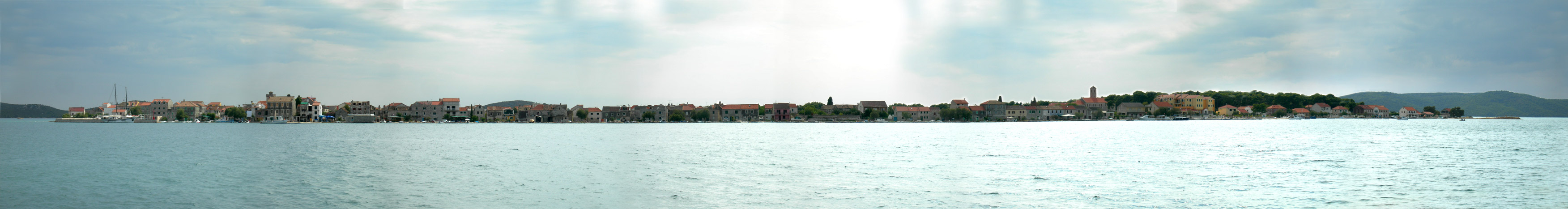